# شارع مدام كوري
شارع مدام كوري هو شارع في بيروت، العصمة للبنانية. الشارع الذي هو اسمه تكريما ماري كوري، البولندية النولد الفرنسيية الهوية وهي الفيزيائية والكيميائية التي اكتشفت المواد المشعة. ويبدأ من شارع بدر دمشقية في الروشة من حي رأس بيروت بمسار من الغرب إلى الشرق من مارا بمنطقتي قريطم ر=والصنوبرة ثم يتقاطع بشارع ألفريد نوبل وشارع دونان قبل أن يتحول إلى شارع ماري إده. الشارع يمتد إلى الجنوب من الجامعة اللبنانية الأميركية.يقع فندق البريستول في الشارع.. في عام 2008 كان متوسط سعر الشقة السكنية في شارع مدام كوري يصل إلى 2,500 دولار أمريكي/متر2.